# Episodi di Continuum (seconda stagione)
La seconda stagione della serie televisiva Continuum è stata trasmessa in prima visione assoluta in Canada da Showcase dal 21 aprile al 4 agosto 2013.
In Italia la stagione è stata trasmessa in prima visione satellitare da AXN Sci-Fi, canale a pagamento della piattaforma Sky, dal 15 gennaio al 2 aprile 2014.
In questa seconda stagione, tutti i titoli originali degli episodi contengono la parola «second».
| nº | Titolo originale | Titolo italiano                      | Prima TV Canada | Prima TV Italia  |
| -- | ---------------- | ------------------------------------ | --------------- | ---------------- |
| 1  | Second Chances   | Vecchi e nuovi nemici                | 21 aprile 2013  | 15 gennaio 2014  |
| 2  | Split Second     | La talpa                             | 28 aprile 2013  | 15 gennaio 2014  |
| 3  | Second Thoughts  | Ripensamenti                         | 5 maggio 2013   | 22 gennaio 2014  |
| 4  | Second Skin      | Incontro col passato                 | 12 maggio 2013  | 29 gennaio 2014  |
| 5  | Second Opinion   | Il giorno peggiore                   | 26 maggio 2013  | 5 febbraio 2014  |
| 6  | Second Truths    | Verità svelate                       | 2 giugno 2013   | 12 febbraio 2014 |
| 7  | Second Degree    | Verdetto finale                      | 9 giugno 2013   | 19 febbraio 2014 |
| 8  | Second Listen    | Cambiare il destino                  | 16 giugno 2013  | 26 febbraio 2014 |
| 9  | Seconds          | La nascita di Theseus                | 7 luglio 2013   | 5 marzo 2014     |
| 10 | Second Wave      | Ritorni                              | 14 luglio 2013  | 12 marzo 2014    |
| 11 | Second Guessed   | Nuove alleanze                       | 21 luglio 2013  | 19 marzo 2014    |
| 12 | Second Last      | Doppio gioco                         | 28 luglio 2013  | 26 marzo 2014    |
| 13 | Second Time      | Al di fuori del tempo e dello spazio | 4 agosto 2013   | 2 aprile 2014    |

## Vecchi e nuovi nemici
- Titolo originale: Second Chances
- Diretto da: Pat Wiliams
- Scritto da: Simon Barey

### Trama
Kiera decide di lavorare ai margini della legge, ottenendo supporto e risorse dai suoi amici al PD di Vancouver, pur mantenendo le mani pulite dalle sue tattiche. Alec è in contrasto con la morte del suo patrigno, l'arresto del fratellastro e il messaggio del suo futuro sé. Si trasferisce con alcuni amici, ottiene un lavoro in un negozio hi-tech di Memory Express e si rifiuta di rispondere alle chiamate di Kiera. Quando il sindaco di Vancouver viene assassinato, Kiera lavora sul caso con il suo ex compagno del dipartimento di polizia, Carlos Fonnegra, con il CSIS Agent Gardiner che la segna per avere risposte sul suo campo di forza e sull'invisibilità. Kiera alla fine ottiene che Alec la chiami e lo aiuti, tornando alla polizia anche quando Carlos sottolinea che la sua recente cattura di un membro di una banda può essere messa a repentaglio quando il caso va in tribunale a causa del suo status non affiliato. Gardiner incontra Kiera mentre sta indagando sull'appartamento da cui l'assassino ha sparato e chiede risposte con una pistola. Kiera gli dice sarcasticamente che è una viaggiatrice del tempo dal 2077, ma lui non le crede. Prima che la conversazione possa andare oltre, Fonnegra si presenta con il backup. Kiera dice ad Alec che affronterà e distruggerà Liber8, e la sua crescente fascia di seguaci del 2013, per preservare il futuro. Alec è incerto, chiedendo se dovrebbero fidarsi del messaggio del suo sé futuro (Kiera dice che è 50/50). Un flash forward rivela finalmente il messaggio che Alec e Kiera hanno visto.